# Genebelle Francisco Raagas
Genebelle Francisco Raagas là một nữ hoàng sắc đẹp đến từ Philippines. Cô đại diện cho quốc gia này tại Hoa hậu Trái Đất 2005 và lọt Top 16. Người đăng quang năm đó là cô Alexandra Braun Waldeck đến từ Venezuela.